# جيرمين كورتيس
جيرمين كورتيس (بالإنجليزية: Jermaine Curtis)‏ هو لاعب كرة قاعدة أمريكي، ولد في 10 يوليو 1987 في فونتانا في الولايات المتحدة.

## وصلات خارجية
- جيرمين كورتيس على موقع دوري كرة القاعدة الرئيسي (الإنجليزية)
- جيرمين كورتيس على موقعبيزبول رفرنس.كوم (الدوري الرئيسي) (الإنجليزية)
- جيرمين كورتيس على موقعبيزبول رفرنس.كوم (الدوري الثانوي) (الإنجليزية)
- جيرمين كورتيس على موقع إي إس بي إن.كوم (أم.أل.بي) (الإنجليزية)
- جيرمين كورتيس على موقع مشجعي الرسوم البيانية (الإنجليزية)